# Standard Luik
Standard Luik, officieel Standard de Liège en bij de KBVB ingeschreven als Royal Standard de Liège is een voetbalclub uit België. De club uit Luik draagt stamnummer 16 en speelt zijn thuiswedstrijden in het Maurice Dufrasnestadion, beter bekend onder de naam Sclessin. De ploeg speelt in rood-witte uitrusting en wordt ook wel de 'Rouches' genoemd. Standard pakte bij de mannen tienmaal de landstitel en acht keer de beker van België. Eenmaal speelde de club een Europese finale. Standard is de eersteklasser die het langst onafgebroken in deze klasse actief is: sinds de promotie in 1921 is Standard nooit meer uit de hoogste afdeling gezakt. In het Belgische damesvoetbal is Standard Luik de club met de meeste landstitels.

## Geschiedenis

### Oprichting
De club werd in 1898 opgericht in Luik, als Standard Football Club, door studenten van het Saint-Servaiscollege en de club sloot aan bij de UBSSA. De naam werd gekozen na een stemming. Standard haalde het met één stem voor Skill. De naam werd geïnspireerd door de legendarische Franse voetbalclub Standard Athlétic Club uit Parijs, die in deze tijd al enkele landstitels had binnen gehaald en onklopbaar leek. In 1899 werd de naam Standard FC Liégeois. De club speelde in het begin van de 20ste eeuw in de Luikse juniorenreeks. In 1903 speelde men in de Tweede Afdeling. Luik werd tweede in de Luikse reeks na de tweede ploeg van CS Verviétois en mocht zo niet naar de nationale eindronde van de Eerste Afdeling (later de Tweede Klasse). In 1904/05 won de club wel de Luikse reeks en mocht men naar de eindronde van de Eerste Afdeling, vooralsnog zonder succes. De volgende seizoenen haalde men telkens de eindronde en de ploeg werd telkens sterker. Dit resulteerde in 1909 uiteindelijk in de eerste kampioenstitel in de finale van de Eerste Afdeling, het tweede nationale niveau. Standard trad in 1909 zo voor het eerst aan in de hoogste nationale reeks, de Ere Afdeling. De naam werd in 1910 Standard Club Liégeois.

### Beginjaren
Na een mooie vijfde plaats het eerste seizoen, eindigde Standard daar echter meestal onder in de rangschikking. In 1913/14 eindigde men met 13 punten op een gedeelde voorlaatste plaats, samen met AA La Gantoise. Op 23 mei 1914 moest een testmatch beslissen wie voorlaatste zou worden. Standard verloor met 2-0 en degradeerde zo opnieuw. De Eerste Wereldoorlog brak echter uit en gedurende vijf jaar werd geen officiële competitie ingericht. Pas vanaf 1919 ging men weer van start. Standard eindigde meteen tweede in de Eerste Afdeling, na streekgenoot Tilleur FC. Het seizoen erop pakte de club al meteen weer de titel, en na twee seizoenen in de Eerste Afdeling keerde de club weer terug naar het hoogste niveau. Sinds deze promotie in 1921 zou Standard onafgebroken op het hoogste niveau blijven spelen.

### Eerste successen
Bij het 25-jarig bestaan in 1923 kreeg de club de koninklijke titel en werd Royal Standard Club Liège (R. Standard CL). Standard was ondertussen een degelijke middenmoter in de Ere Afdeling geworden. Halverwege de jaren 20 eindigde de club voor het eerst sterk, met van 1926 tot 1928 respectievelijk een tweede, een derde en weer een tweede plaats. Daarna zakte men wat terug, met toch weer derde plaats in 1934 en een tweede in 1936. Standard bleef echter een middenmoter tot na de Tweede Wereldoorlog. In 1952 wijzigde men de naam naar Royal Standard Club Liégeois. Na enkele knappe seizoenen afgewisseld met verschillende moeilijke seizoen werd men uiteindelijk in 1957/58 voor het eerst de landskampioen. Standard bleef nu een Belgische topclub en pakte in het decennium van 1961 tot 1971 nog vijfmaal de titel, waaronder driemaal op rij op het eind van de jaren 60. Ook in de Beker van België was men enkele malen succesvol.
De naam werd nogmaals gewijzigd in 1972, nu tot Royal Standard de Liège. Tijdens de jaren zeventig slaagde men er niet in een nieuwe landstitel te pakken. Het duurde tot 1982 eer de club weer succesvol was en zijn zevende titel behaalde. Ook Europees schitterde Standard dat seizoen. Als bekerwinnaar van het jaar voordien speelde men in de Europese Beker voor Bekerwinnaars, waar men doorstootte tot de finale. Deze werd echter op 12 mei 1982 verloren van FC Barcelona met 2-1. Ook in 1983 pakte men weer de landstitel.

### Affaire Waterschei
In 1984 bleek dat enkele dagen voor de Europese finale Standard tegenstander Waterschei had omgekocht om het kampioenschap van België te behalen. Bij dit schandaal waren verschillende bekende spelers betrokken, waaronder Eric Gerets. Trainer Raymond Goethals verhuisde naar Portugal om aan strafvervolging te ontkomen. Standard verloor heel wat van zijn glans, zakte sportief en financieel weg tot een subtopper en bleef de volgende decennia afwisselende resultaten neerzetten. In 1993 werd terug een eerste succes behaald na wisselvallige seizoenen. De beker van België werd gewonnen na een 2-0 winst tegen Sporting Charleroi.

### Periode d'Onofrio
Standard fusioneerde in 1996 met buur RFC Seraing (stamnummer 17), een feitelijke opslorping van de mijnclub. In 1998 zocht voorzitter André Duchêne nieuwe investeerders voor de slapende reus, en vond die bij spelersmakelaar Luciano d'Onofrio en vooral bij diens goede vriend Robert Louis-Dreyfus. Hoewel d'Onofrio nooit officieel deel uitmaakt van het organigram van Standard, noch als investeerder te boek staat, werd het snel duidelijk dat hij de sterke man was achter het nieuwe Standard. Zijn nauwe banden met clubs als FC Porto en Olympique de Marseille zorgden ervoor dat Standard gunstige transfers kon verrichten in beide richtingen, onder meer van Daniel Van Buyten en Antonio Folha. Daarnaast hertekende de club volledig haar jeugdopleiding, onder leiding van Tomislav Ivić, wat in 2007 resulteerde in de Académie Robert Louis Dreyfus. Geleidelijk aan nam Standard terug zijn status aan als lid van de Belgische grote 3.

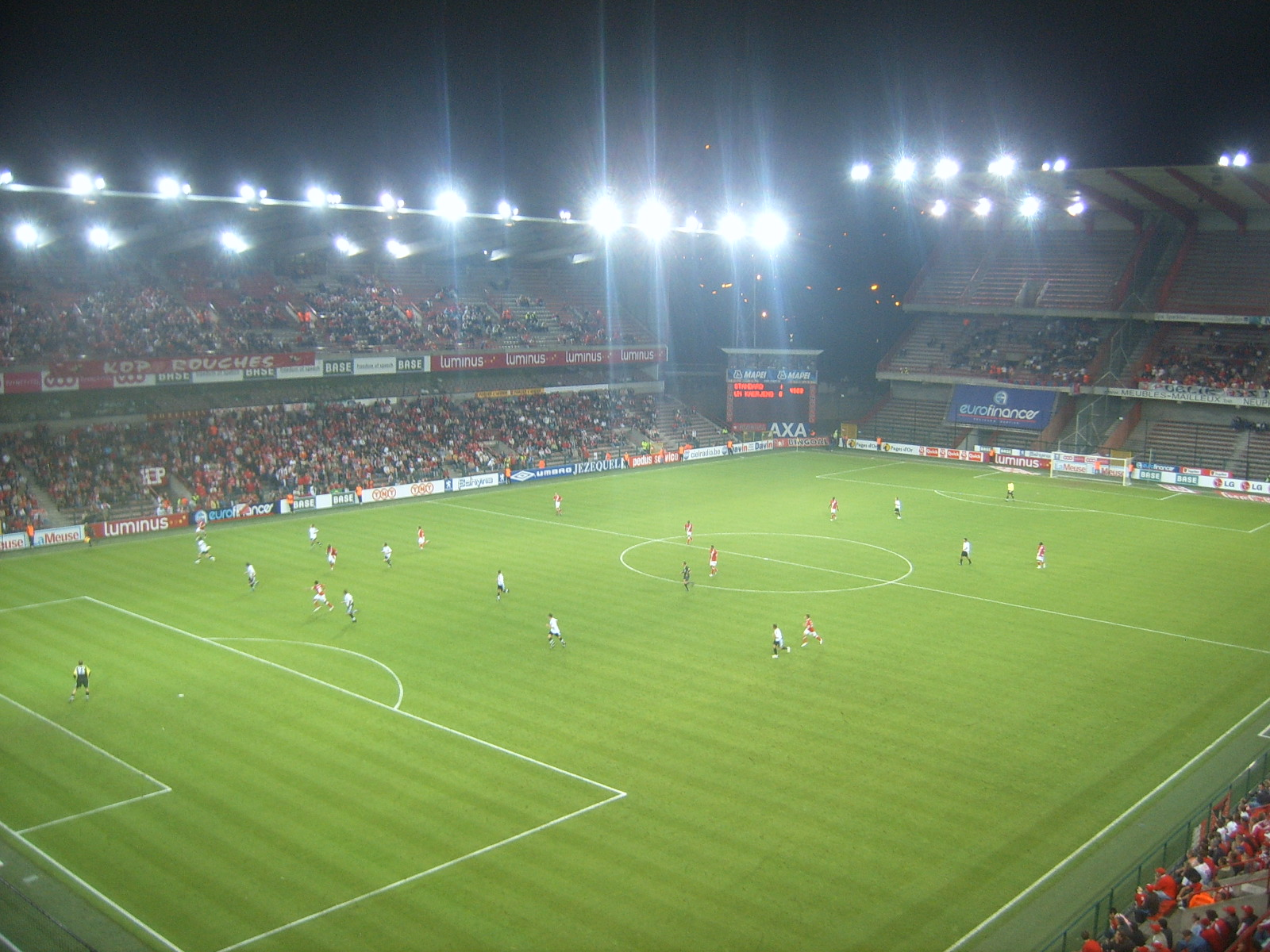
De wedstrijd tegen UN Käerjeng 97.

Met Sergio Conceiçao haalde Standard in 2004/05 een internationale klasbak in huis. In januari 2006 won hij de Gouden Schoen 2005. In 2005/06 waren de titelambities van de club opnieuw hoog gespannen. De ploeg bevestigde als officieus herfstkampioen en trok nog de nodige versterking aan in de naam van Jorge Costa, een landgenoot en vriend van de Portugese kapitein van Standard. Doordat Anderlecht en Club Brugge het lieten afweten bleef Standard tot op de slotspeeldag in de running voor de titel, maar na een magere afsluitende punt uit drie wedstrijden gaf Standard opnieuw een titel uit handen.
Het seizoen daarop begon de Nederlander Johan Boskamp aan het nieuwe seizoen als trainer van Standard. Hij erkende het talent van de jonge Marouane Fellaini, en dropte hem in het eerste elftal. Na een ontgoochelende competitiestart, waarbij Standard slechts twee punten in de eerste vier competitiewedstrijden behaalde, werd Boskamp op 30 augustus 2006 ontslagen, net als zijn technische staf. Hij werd opgevolgd door Michel Preud'Homme. De nieuwe assistent-coaches waren Manu Ferrera en Stan van den Buijs. In 2007 ging de bekerfinale verloren tegen Club Brugge met 1-0. Duizenden supporters volgden de wedstrijd op Sclessin. In 2008 behaalde Preud'homme wél de landstitel, uitgerekend tegen aartsrivaal Anderlecht, met nog drie speeldagen te gaan. Club Brugge speelde gelijk op AA Gent en na de overwinning thuis tegen Anderlecht was de titel een feit. Zo won Standard na ruim 25 jaar nog eens de Belgische landstitel.
Na het behalen van de titel wordt László Bölöni de nieuwe trainer van Standard. Zijn assistenten zijn Joaquim Rolao Preto, Frans Masson, Jean-François Lecomte (doelmannen) en Guy Namurois (fysiek). Coach Bölöni pakte meteen een eerste prijs met Standard door in de Supercup Anderlecht te verslaan met 3-1.
Ook Europees verbaasde Bölöni door in de derde en laatste kwalificatieronde van de Uefa Championsleague Liverpool FC bijna uit te schakelen. Thuis konden de Rouches de Reds op 0-0 houden (Dante miste een strafschop), maar in Liverpool werden ze in de tweede verlenging (118e minuut) opzij geschoven door Dirk Kuijt. Vervolgens kwam de Luikse ploeg in de laatste voorronde van de UEFA-cup terecht. Hier kwam men uit tegen het kleinere broertje en stadsgenoot van Liverpool FC, Everton FC. De heenwedstrijd op Everton FC eindigde op 2-2. Maar thuis slaagden de Luikenaars erin om door te stoten naar de poulefase van de UEFA-cup na een 2-1-overwinning. De winnende goal kwam van Milan Jovanovic op penalty. In de groepsfase troffen de Rouches vervolgens Sevilla FC (thuis), Partizan Belgrado (Partizanstadion), Sampdoria Genua (thuis) en VfB Stuttgart (in het Gottlieb-Daimler-stadion). Standard werd groepswinnaar met 9 op 12 dankzij winst tegen Sevilla 1-0, Partizan 0-1 en Sampdoria 3-0. De laatste wedstrijd werd in Stuttgart met 3-0 verloren. Door het verlies van Sevilla tegen Sampdoria werd Standard toch groepswinnaar.
Voor de volgende ronde voor de UEFA-beker werden de rouches uitgeloot tegen het Portugese Braga. De heenwedstrijd in Braga eindigde op een 3-0 verlies. Defour viel in de eerste helft uit met een blessure en dat was een kentering. De terugwedstrijd, in een uitverkocht kolkend Sclessin, eindigde op 1-1.
In het seizoen 2008-2009 eindigt Standard na de 34 competitiewedstrijden op een gedeelde eerste plaats met Anderlecht. Twee testmatchen waren nodig om te bepalen wie kampioen wordt. De eerste wedstrijd werd gespeeld in Anderlecht en eindigde op 1-1. De tweede wedstrijd in Luik eindigde op 1-0 voor Standard. Zo werd Standard landskampioen en plaatste zich rechtstreeks voor de poulefase van de Champions League. Dit werd de eerste deelname van de Luikse club op het hoogste trapje van het Europees clubvoetbal.
In 2009 won Standard opnieuw de Supercup, ditmaal met een 2-0-overwinning tegen Racing Genk.
Europees werden de Rouches uitgeloot in groep H van de Champions League, samen met Arsenal, AZ en het Griekse Olympiakos Piraeus. De eerste wedstrijd werd met 2-3 verloren van Arsenal, nadat Standard vroeg op 2-0 voorkwam. Tegen AZ werd vervolgens met 1-1 gelijk gespeeld, met een doelpunt voor Standard in blessure-tijd en in Piraeus ging het pas in de slotseconde onderuit met 2-1. In de terug-ronde van de groepsfase won Standard thuis met 2-0 van het Griekse Olympiakos Piraeus. Uit bij Arsenal verloor Standard met 2-0. De laatste speeldag zou alles beslissen voor Standard. Bij winst was het afhankelijk van de uitslag tussen Olympiakos Piraeus en Arsenal. Indien Olympiakos verloor en Standard won, ging Standard door in de Champions League. Bij gelijkspel gingen ze door in de Europa League. Bij verlies was het Europees uitgeschakeld.
De laatste wedstrijd tegen AZ kende een spectaculaire ontknoping. Standard kwam 0-1 achter en deze score leek de einduitslag te gaan worden. Dit was echter buiten de keeper Sinan Bolat gerekend. Hij werd de matchwinnaar voor Standard door mee op te rukken in de blessuretijd. Een vrije trap van Nicaise kwam neer op het hoofd van Bolat, die hem voorbij de AZ doelman Romero kopte. Zodoende overwinterde Standard voor het tweede jaar op rij Europees. De tegenstander voor de 1/16 finale in de Europa League was Red Bull Salzburg uit Oostenrijk. Standard speelde eerst thuis op 18 februari en won met 3-2 nadat het 0-2 was achtergekomen. De terugmatch vond plaats op 25 februari, waar het op een scoreloos 0-0 bleef steken en Standard doorstootte naar de 1/8 finales. Daarin treft het de Griekse voetbalploeg Panathinaikos FC uit Athene. Standard speelde eerst uit op 11 maart en won met 1-3 cijfers. Een opmerkelijk feit is dat er slechts een 150-tal supporters van Standard de uitmatch bijwoonde. Dit kwam door een algemene staking in Griekenland, waardoor vluchten naar Athene werden geannuleerd. De terugmatch op 18 maart won Standard met 1-0 en plaatste zich daardoor voor de kwartfinales van de Europa League.
Daarin troffen ze het Duitse Hamburger SV. Standard speelde eerst uit op 1 april en verloor de wedstrijd met 2-1. De terugmatch, in Sclessin op 8 april, werd verloren met 1-3. In 2010/11 beleefde de club aanvankelijk een kwakkelseizoen en kon zich maar met moeite plaatsen voor de play-offs. Daarin wonnen ze echter de meeste wedstrijden waardoor ze zich naar de tweede plaats werkten en op de laatste speeldag tegenover rechtstreekse concurrent Genk stond. Beide clubs hadden evenveel punten, maar door een beter resultaat in de reguliere competitie had Genk genoeg aan een gelijkspel voor de titel. Standard kwam op voorsprong maar Genk maakte in de tweede helft gelijk waardoor Standard genoegen moest nemen met de vicetitel. In de voorronde van de Champions League werd Standard gewipt door FC Zürich en werd doorverwezen naar de Europa League. In een groep met toch het Duitse Hannover 96 werd de club groepswinnaar en overwintert Europees.
In de 1/16-finale trof Standard het Poolse Wisła Kraków. In Polen speelde Standard 1-1 gelijk, nadat het een 0-1-voorsprong weggaf tegen 10-Wisla-spelers. De terugmatch eindigde op een 0-0 gelijkspel, waardoor Standard doorstootte. In de 1/8-finale trof het opnieuw Hannover 96. Hannover, dat eerder al Club Brugge wipte, behaalde een 2-2 gelijkspel in Sclessin. Thuis wonnen de Duitsers met 4-0.

### Periode Duchâtelet
De club werd op 23 juni 2011 overgenomen door Roland Duchâtelet, die op dat moment nog voorzitter was van Sint-Truidense VV. Hij betaalde er een slordige 40 miljoen voor.
in het eerste seizoen met Roland Duchâtelet als voorzitter nam Standard afscheid van enkele topspelers als Steven Defour, Axel Witsel, Eliaquim Mangala en Mehdi Carcela-Gonzalez.
Ron Jans werd aan het begin van het seizoen 2012-2013 aangesteld als nieuwe trainer, maar na speeldagen al vervangen door de Roemeen Mircea Rednic. Het nieuwe Standard bestaat uit een mix van ervaren Belgische spelers als Jelle Van Damme, Laurent Ciman en jonge talentvolle voetballers als Imoh Ezekiel, Michy Batshuayi en William Vainqueur. Intussen hekelen de supporters het transferbeleid van de club. Een van deze transfers waarover de supporters niet tevreden zijn was de transfer van Belgisch international Sébastien Pocognoli, die op 22 januari 2013 werd verkocht aan het Duitse Hannover 96.
Het seizoen daarna speelde Standard een topjaar onder de nieuwe coach Guy Luzon. Het won z'n eerste 9 matchen van het seizoen en ging pas op de 10e speeldag voor het eerst onderuit, op bezoek bij Zulte Waregem. Standard bleef het hele seizoen boven de verwachtingen spelen en begon aan Play-Off 1 als leider. Tijdens die play-offs liep het echter mis voor de Rouches, want het haalde slechts 15/30 en moest de titel zo aan Anderlecht laten. Standard had doorheen het seizoen meer punten behaald, maar werd door de puntendeling aan het begin van play-off 1 toch geen landskampioen.

### Periode Venanzi
Op 24 juni 2015 werd bekend dat Roland Duchâtelet al zijn aandelen had verkocht aan ondervoorzitter Bruno Venanzi. Venanzi maakte meteen bekend zich te richten op het versterken van de Academie en de uitbreiding van het stadion, sportief gezien wilde hij een top drie halen met nieuwe coach Slavoljub Muslin. Standard verloor veel talent die zomer: Imoh Ezekiel keerde terug naar Al Arabi, Mehdi Carcela verliet de club voor een avontuur bij Benfica en publiekslieveling Paul-José Mpoku verkaste naar Chievo Verona. Dat seizoen startte de ploeg uit Luik met een teleurstellend verlies op het veld van KV Kortrijk. Eind augustus werd bekendgemaakt dat Muslin zijn spullen moest pakken na een 7 op 15. Enkele dagen later verloor Standard op het veld van Club Brugge, waar ze een historische 7-1-pandoering om de oren kregen. Op 7 september werd Yannick Ferrera aangetrokken als nieuwe hoofdcoach. Ook Yannick Ferrera kon het tij niet keren: hij moest wachten op een wedstrijd in Charleroi bijna twee maanden later voor hij zijn eerste driepunter pakte. Halverwege de competitie telde Standard 17 punten op de 14 plaats maar had het wel drie van zijn laatste vier wedstrijden gewonnen, inclusief de Waalse Derby en de Clasico van België tegen Anderlecht, die tweede werd, door analisten gezien als de terugkeer van Standard. Ondertussen was Standard ook nog altijd actief in de Croky Cup. De club haalde de finale en zou op 20 maart tegenover Club Brugge staan. Tijdens de winterstop verkocht de club Anthony Knockaert, Sambou Yatabaré en kapitein Jelle van Damme. Dossevi werd definitief overgenomen en Victor Valdes en Gabriel Boschilia werden geleend. Dit mocht niet baten, want Boschilia kon zich niet genoeg doordrukken en Valdes haalde zijn niveau niet. De bekerfinale werd na een evenwichtige eerste helft die eindigde in 1-1 en een tweede helft die kantelde in het voordeel van Standard na een domme rode kaart van Abdoulay Diaby gewonnen door Standard.
In het tussenseizoen 2016/2017 kocht de club international Jean-Francois Gillet, Orlando Sá en Ishak Belfodil. Het seizoen 2016/2017 begon met een puntendeling tegen Westerlo voor Standard. Na vijf speeldagen werd Yannick Ferrera de laan uitgestuurd, Jankovic werd diezelfde dag nog aangekondigd als nieuwe T1. Hij debuteerde met een overwinning tegen Racing Genk waarin debutanten Belfodil en Sà meteen een doelpunt maakten. Op 21 september werd Standard uit de eerste ronde van de beker gewerkt door ASV Geel. Op 4 december was het de Waalse Derby tussen Charleroi (dat in de top 6 stond) en Standard (dat 5 punten minder telde), een match die op een 1-3-voorsprong voor Standard werd stopgezet door scheidsrechter Serge Gumienny, nadat beide supportersgroepen projectielen op het veld hadden gegooid.

### 777 Partners
Begin maart 2022 verkocht Venanzi de club aan de Amerikaanse investeringsmaatschappij 777 Partners uit Miami. De overname werd half april 2022 officieel afgerond en een overgangsstructuur was uitgewerkt met Pierre Locht als CEO ad interim. Standard Luik begon met een van de jongste teams in de competitie in het seizoen 22/23.

## Infrastructuur

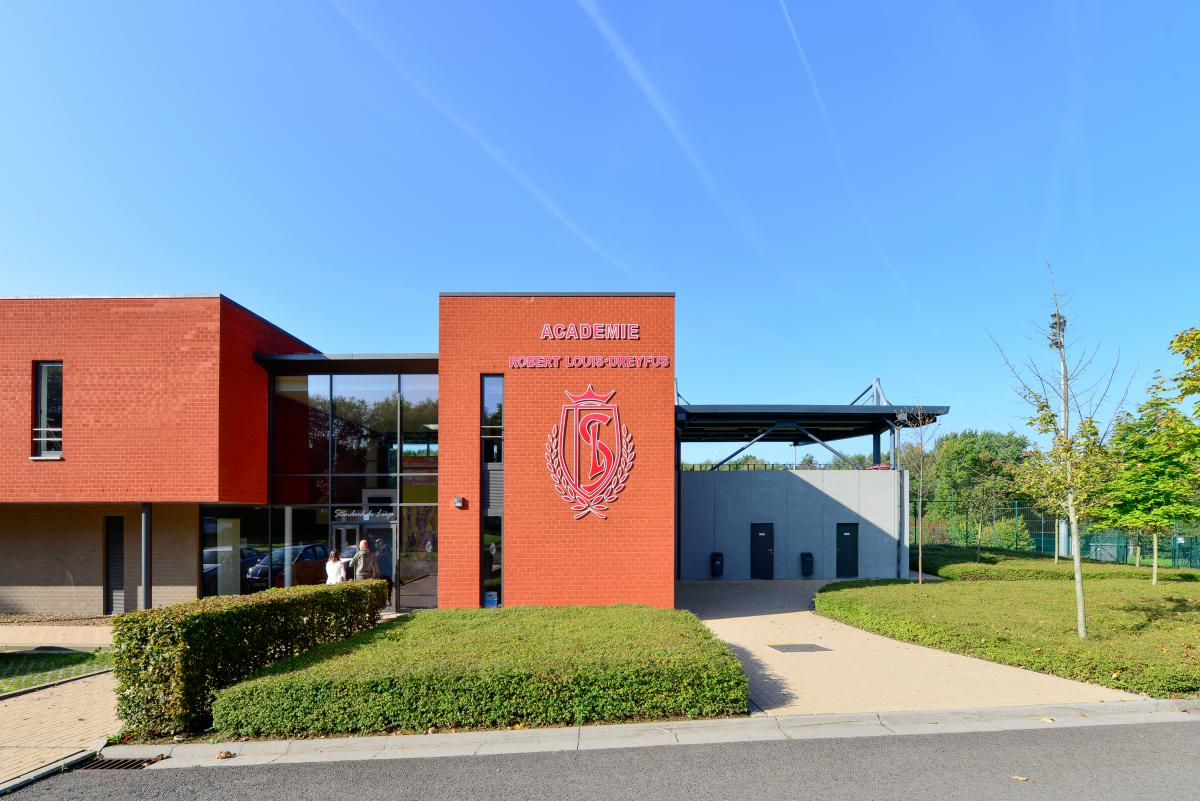
Het trainingscomplex

Standard speelt zijn thuiswedstrijden in het Stade Maurice Dufrasne, in de volksmond Sclessin genoemd. Momenteel bedraagt de capaciteit 27.670, en is daarmee een van de grootste stadions in de Jupiler Pro League. Er zijn echter plannen om het stadion te verbouwen en uit te breiden..
Het traininscomplex van de club is gelegen in Boncelles, en draagt de naam Académie Robert Louis-Dreyfus.

## Banden
Historisch gezien heeft Standard een goede band met het Franse Olympique Marseille. Met Robert Louis-Dreyfus hadden ze zelfs een tijd dezelfde eigenaar. Toen Roland Duchâtelet de club in handen had, waren er sterke banden met:
- Sint-Truidense VV
- FC Carl Zeiss Jena
- Charlton Athletic FC
- Újpest FC
- AD Alcorcón

## Erelijst

### Nationaal
- Eerste klasse (10): 1958, 1961, 1963, 1969, 1970, 1971, 1982, 1983, 2008, 2009
- Beker van België (8): 1954, 1966, 1967, 1981, 1993, 2011, 2016, 2018
- Belgische Supercup(4): 1981, 1983, 2008, 2009
- Ligabeker: 1975
- Trofee Jules Pappaert: 1953, 1960, 1962, 1971, 1992, 2008

### Internationaal
- Intertoto Cup: 1974, 1980, 1981, 1982, 1984 (groepswinnaar)
- Coupe Mohammed V: 1986

### Individuele trofeeën
Verschillende spelers en trainers behaalden een trofee toen ze lid waren van de club:
- Topscorer Eerste klasse: 1927 (Lucien Fabry), 1956 (Jean Mathonet), 1968 (Roger Claessen), 1969 (Antal Nagy), 1971 (Erwin Kostedde), 1978 (Harald Nickel), 1995 (Aurelio Vidmar)
- Gouden Schoen: 1963 (Jean Nicolay), 1969 en 1970 (Wilfried Van Moer), 1972 (Christian Piot), 1982 (Eric Gerets), 2005 (Sergio Conceição), 2007 (Steven Defour), 2008 (Axel Witsel), 2009 (Milan Jovanović)
- Ebbenhouten Schoen: 2008 (Marouane Fellaini), 2014 (Michy Batshuayi)
- Profvoetballer van het Jaar: 2008 (Milan Jovanović)
- Trainer van het Jaar: 2008 (Michel Preud'homme), 2009 (László Bölöni)
- Keeper van het Jaar: 1985, 1986, 1992 en 1995 (Gilbert Bodart), 1999 en 2006 (Vedran Runje)

## Resultaten
| Seizoen | Klasse | Klasse | Klasse | Klasse | Klasse | Reeks               | Punten | Opmerkingen |
|         | I      | I      | II     | III    | IV     |                     |        | |
| ------- | ------ | ------ | ------ | ------ | ------ | ------------------- | ------ | --- |
| 1902/03 |        |        |        | 3      |        | Juniorsreeks (Luik) | 18     | |
| 1903/04 |        |        | 2      |        |        | Eerste Afdeling     | 8      | Standard werd vicekampioen van de provincie Luik en mocht dus niet naar de eindronde.                                                                                                   |
| 1904/05 |        |        | 4      |        |        | Eerste Afdeling     | 5      | Standard werd kampioen van de provincie Luik. Nadien werd het vierde in de eindronde.                                                                                                   |
| 1905/06 |        |        | 3      |        |        | Eerste Afdeling     | 7      | Standard werd kampioen van de provincie Luik. Nadien werd het derde in de eindronde. |
| 1906/07 |        |        | 4      |        |        | Eerste Afdeling     | 6      | Standard werd kampioen van de provincie Luik. Nadien werd het vierde in de eindronde.                                                                                                   |
| 1907/08 |        |        | 3      |        |        | Eerste Afdeling     | 8      | Standard werd kampioen van de provincie Luik. Nadien werd het derde in de eindronde. |
| 1908/09 |        |        | 1      |        |        | Eerste Afdeling     | 26     | Standard werd kampioen van de provincie Luik. Nadien won het ook de eindronde. |
| 1909/10 | 5      | 5      |        |        |        | Ere Afdeling        | 23     | |
| 1910/11 | 11     | 11     |        |        |        | Ere Afdeling        | 14     | |
| 1911/12 | 9      | 9      |        |        |        | Ere Afdeling        | 15     | |
| 1912/13 | 10     | 10     |        |        |        | Ere Afdeling        | 17     | |
| 1913/14 | 11     | 11     |        |        |        | Ere Afdeling        | 13     | |
| 1914/15 |        |        |        |        |        |                     |        | oorlog |
| 1915/16 |        |        |        |        |        |                     |        | oorlog |
| 1916/17 |        |        |        |        |        |                     |        | oorlog |
| 1917/18 |        |        |        |        |        |                     |        | oorlog |
| 1918/19 |        |        |        |        |        |                     |        | oorlog |
| 1919/20 |        |        | 2      |        |        | Eerste Afdeling     | 28     | |
| 1920/21 |        |        | 1      |        |        | Eerste Afdeling     | 35     | |
| 1921/22 | 5      | 5      |        |        |        | Ere Afdeling        | 28     | |
| 1922/23 | 7      | 7      |        |        |        | Ere Afdeling        | 25     | |
| 1923/24 | 5      | 5      |        |        |        | Ere Afdeling        | 33     | |
| 1924/25 | 8      | 8      |        |        |        | Ere Afdeling        | 26     | |
| 1925/26 | 2      | 2      |        |        |        | Ere Afdeling        | 33     | |
| 1926/27 | 3      | 3      |        |        |        | Ere Afdeling        | 32     | Lucien Fabry werd topschutter. |
| 1927/28 | 2      | 2      |        |        |        | Ere Afdeling        | 37     | |
| 1928/29 | 12     | 12     |        |        |        | Ere Afdeling        | 23     | |
| 1929/30 | 10     | 10     |        |        |        | Ere Afdeling        | 24     | |
| 1930/31 | 9      | 9      |        |        |        | Ere Afdeling        | 23     | |
| 1931/32 | 9      | 9      |        |        |        | Ere Afdeling        | 26     | |
| 1932/33 | 4      | 4      |        |        |        | Ere Afdeling        | 31     | |
| 1933/34 | 3      | 3      |        |        |        | Ere Afdeling        | 35     | |
| 1934/35 | 7      | 7      |        |        |        | Ere Afdeling        | 26     | |
| 1935/36 | 2      | 2      |        |        |        | Ere Afdeling        | 34     | |
| 1936/37 | 7      | 7      |        |        |        | Ere Afdeling        | 29     | |
| 1937/38 | 7      | 7      |        |        |        | Ere Afdeling        | 26     | |
| 1938/39 | 9      | 9      |        |        |        | Ere Afdeling        | 23     | |
| 1939/40 |        |        |        |        |        | Ere Afdeling        |        | Door de oorlog werd geen volledige competitie afgewerkt. Standard stond als twaalfde in het klassement.                                                                                 |
| 1940/41 | 6      | 6      |        |        |        | Ere Afdeling A      | 8      | Speciale noodcompetitie tijdens de oorlog, met twee provinciale reeksen. |
| 1941/42 | 12     | 12     |        |        |        | Ere Afdeling        | 22     | |
| 1942/43 | 12     | 12     |        |        |        | Ere Afdeling        | 24     | |
| 1943/44 | 14     | 14     |        |        |        | Ere Afdeling        | 22     | |
| 1944/45 |        |        |        |        |        | Ere Afdeling        |        | Door de oorlog werd geen volledige competitie afgewerkt. Standard stond laatste in het klassement.                                                                                      |
| 1945/46 | 14     | 14     |        |        |        | Ere Afdeling        | 8      | |
| 1946/47 | 9      | 9      |        |        |        | Ere Afdeling        | 36     | |
| 1947/48 | 13     | 13     |        |        |        | Ere Afdeling        | 26     | |
| 1948/49 | 2      | 2      |        |        |        | Ere Afdeling        | 38     | |
| 1949/50 | 13     | 13     |        |        |        | Ere Afdeling        | 22     | |
| 1950/51 | 8      | 8      |        |        |        | Ere Afdeling        | 30     | |
| 1951/52 | 13     | 13     |        |        |        | Ere Afdeling        | 23     | |
| 1952/53 | 5      | 5      |        |        |        | Eerste Klasse       | 33     | |
| 1953/54 | 13     | 13     |        |        |        | Eerste Klasse       | 27     | Standard wint de Beker van België. |
| 1954/55 | 3      | 3      |        |        |        | Eerste Klasse       | 37     | |
| 1955/56 | 8      | 8      |        |        |        | Eerste Klasse       | 30     | Jean Mathonet werd topschutter. |
| 1956/57 | 7      | 7      |        |        |        | Eerste Klasse       | 33     | |
| 1957/58 | 1      | 1      |        |        |        | Eerste Klasse       | 44     | Geëindigd met evenveel punten als R. Antwerp FC. Maar Standard had minder wedstrijden verloren en werd kampioen.                                                                        |
| 1958/59 | 3      | 3      |        |        |        | Eerste Klasse       | 42     | |
| 1959/60 | 7      | 7      |        |        |        | Eerste Klasse       | 32     | |
| 1960/61 | 1      | 1      |        |        |        | Eerste Klasse       | 45     | |
| 1961/62 | 2      | 2      |        |        |        | Eerste Klasse       | 40     | |
| 1962/63 | 1      | 1      |        |        |        | Eerste Klasse       | 44     | |
| 1963/64 | 3      | 3      |        |        |        | Eerste Klasse       | 40     | |
| 1964/65 | 2      | 2      |        |        |        | Eerste Klasse       | 39     | |
| 1965/66 | 3      | 3      |        |        |        | Eerste Klasse       | 40     | Standard wint de Beker van België. |
| 1966/67 | 4      | 4      |        |        |        | Eerste Klasse       | 37     | Standard wint de Beker van België. |
| 1967/68 | 3      | 3      |        |        |        | Eerste Klasse       | 40     | Roger Claessen werd topschutter. |
| 1968/69 | 1      | 1      |        |        |        | Eerste Klasse       | 45     | Antal Nagy werd topschutter. |
| 1969/70 | 1      | 1      |        |        |        | Eerste Klasse       | 49     | |
| 1970/71 | 1      | 1      |        |        |        | Eerste Klasse       | 47     | Erwin Kostedde werd topschutter. |
| 1971/72 | 3      | 3      |        |        |        | Eerste Klasse       | 41     | |
| 1972/73 | 2      | 2      |        |        |        | Eerste Klasse       | 38     | |
| 1973/74 | 4      | 4      |        |        |        | Eerste Klasse       | 34     | |
| 1974/75 | 6      | 6      |        |        |        | Eerste Klasse       | 44     | |
| 1975/76 | 8      | 8      |        |        |        | Eerste Klasse       | 39     | |
| 1976/77 | 3      | 3      |        |        |        | Eerste Klasse       | 45     | |
| 1977/78 | 3      | 3      |        |        |        | Eerste Klasse       | 49     | Harald Nickel werd topschutter. |
| 1978/79 | 3      | 3      |        |        |        | Eerste Klasse       | 44     | |
| 1979/80 | 2      | 2      |        |        |        | Eerste Klasse       | 49     | |
| 1980/81 | 3      | 3      |        |        |        | Eerste Klasse       | 42     | Standard wint de Beker van België. |
| 1981/82 | 1      | 1      |        |        |        | Eerste Klasse       | 48     | |
| 1982/83 | 1      | 1      |        |        |        | Eerste Klasse       | 50     | |
| 1983/84 | 4      | 4      |        |        |        | Eerste Klasse       | 40     | |
| 1984/85 | 8      | 8      |        |        |        | Eerste Klasse       | 33     | |
| 1985/86 | 3      | 3      |        |        |        | Eerste Klasse       | 42     | |
| 1986/87 | 10     | 10     |        |        |        | Eerste Klasse       | 31     | |
| 1987/88 | 10     | 10     |        |        |        | Eerste Klasse       | 30     | |
| 1988/89 | 6      | 6      |        |        |        | Eerste Klasse       | 36     | |
| 1989/90 | 5      | 5      |        |        |        | Eerste Klasse       | 42     | |
| 1990/91 | 6      | 6      |        |        |        | Eerste Klasse       | 42     | |
| 1991/92 | 3      | 3      |        |        |        | Eerste Klasse       | 46     | |
| 1992/93 | 2      | 2      |        |        |        | Eerste Klasse       | 45     | Standard wint de Beker van België. |
| 1993/94 | 6      | 6      |        |        |        | Eerste Klasse       | 38     | |
| 1994/95 | 2      | 2      |        |        |        | Eerste Klasse       | 51     | Aurelio Vidmar werd topschutter. |
| 1995/96 | 6      | 6      |        |        |        | Eerste Klasse       | 51     | |
| 1996/97 | 7      | 7      |        |        |        | Eerste Klasse       | 50     | |
| 1997/98 | 9      | 9      |        |        |        | Eerste Klasse       | 43     | |
| 1998/99 | 6      | 6      |        |        |        | Eerste Klasse       | 54     | |
| 1999/00 | 5      | 5      |        |        |        | Eerste Klasse       | 56     | |
| 2000/01 | 3      | 3      |        |        |        | Eerste Klasse       | 60     | |
| 2001/02 | 5      | 5      |        |        |        | Eerste Klasse       | 57     | |
| 2002/03 | 7      | 7      |        |        |        | Eerste Klasse       | 50     | |
| 2003/04 | 3      | 3      |        |        |        | Eerste Klasse       | 65     | |
| 2004/05 | 4      | 4      |        |        |        | Eerste Klasse       | 70     | Geëindigd met evenveel punten als KRC Genk. De eerste testwedstrijd won Standard met 3-1, de tweede werd verloren met 3-0.                                                              |
| 2005/06 | 2      | 2      |        |        |        | Eerste Klasse       | 65     | |
| 2006/07 | 3      | 3      |        |        |        | Eerste Klasse       | 64     | |
| 2007/08 | 1      | 1      |        |        |        | Eerste Klasse       | 77     | |
| 2008/09 | 1      | 1      |        |        |        | Eerste Klasse       | 77     | Geëindigd met evenveel punten als RSC Anderlecht. De testwedstrijden eindigden op 1-1 in Anderlecht en 1-0 winst in Luik.                                                               |
| 2009/10 | 8      | 8      |        |        |        | Eerste Klasse       | 39     | In play-off II B eindigde Standard op de 2e plaats met 8 punten. |
| 2010/11 | 2      | 2      |        |        |        | Eerste Klasse       | 51     | Standard wint de Beker van België. In de reguliere competitie eindigde Standard op de 6de plaats met 49 punten.                                                                         |
| 2011/12 | 5      | 5      |        |        |        | Eerste Klasse       | 35     | In de reguliere competitie eindigde Standard op de 4de plaats met 51 punten. |
| 2012/13 | 4      | 4      |        |        |        | Eerste Klasse       | 42     | In de reguliere competitie eindigde Standard op de 6de plaats met 50 punten. In de testmatchen om het laatste Europa League-ticket won Standard over 2 wedstrijden met 7-1 van AA Gent. |
| 2013/14 | 2      | 2      |        |        |        | Eerste Klasse       | 49     | In de reguliere competitie eindigde Standard op de eerste plaats met 67 punten. |
| 2014/15 | 4      | 4      |        |        |        | Eerste Klasse       | 40     | In de reguliere competitie eindigde Standard op de 4de plaats met 53 punten. |
| 2015/16 | 7      | 7      |        |        |        | Eerste Klasse       | 41     | Standard wint de Beker van België. In play-off II A eindigde Standard op de 2de plaats met 10 punten.                                                                                   |
|         | 1A     | 1B     | 1Am    | 2Am    | 3Am    |                     |        | Vanaf 2016-17 zijn er 3 nationale en 2 regionale niveaus |
| 2016/17 | 9      |        |        |        |        | Eerste Klasse A     | 42     | In play-off II A eindigde Standard op de 4e plaats met 14 punten. |
| 2017/18 | 2      |        |        |        |        | Eerste Klasse A     | 43     | Standard wint de Beker van België. In de reguliere competitie eindigde Standard op de 6de plaats met 44 punten                                                                          |
| 2018/19 | 3      |        |        |        |        | Eerste Klasse A     | 40     | In de reguliere competitie eindigde Standard op de 3de plaats met 53 punten. |
| 2019/20 | 5      |        |        |        |        | Eerste Klasse A     | 49     | Competitie beëindigd na 29 speeldagen wegens de coronacrisis; toen stond Standard op de vijfde plek in het spoor van Gent, Charleroi en Antwerp.                                        |
| 2020/21 | 6      |        |        |        |        | Eerste Klasse A     | 50     | In de Europe play-offs eindigde Standard op de 4e plaats met 28 punten. |
| 2021/22 | 14     |        |        |        |        | Eerste klasse A     | 36     | |
| 2022/23 | 6      |        |        |        |        | Eerste klasse A     | 55     | In de Europe play-offs eindigde Standard op de 3e plaats met 30 punten. |
| 2023/24 | 10     |        |        |        |        | Eerste klasse A     | 34     | |
| 2024/25 | 7      |        |        |        |        | Eerste klasse A     | 39     | |

## Resultaten in grafiek 1953-heden
| 5 |

| 13 |

| 3 |

| 8 |

| 7 |

| 1 |

| 3 |

| 7 |

| 1 |

| 2 |

| 1 |

| 3 |

| 2 |

| 3 |

| 4 |

| 3 |

| 1 |

| 1 |

| 1 |

| 3 |

| 2 |

| 4 |

| 6 |

| 8 |

| 3 |

| 3 |

| 3 |

| 2 |

| 3 |

| 1 |

| 1 |

| 4 |

| 8 |

| 3 |

| 10 |

| 10 |

| 6 |

| 5 |

| 6 |

| 3 |

| 2 |

| 6 |

| 2 |

| 6 |

| 7 |

| 9 |

| 6 |

| 5 |

| 3 |

| 5 |

| 7 |

| 3 |

| 4 |

| 2 |

| 3 |

| 1 |

| 1 |

| 8 |

| 2 |

| 5 |

| 4 |

| 2 |

| 4 |

| 7 |

| 9 |

| 2 |

| 3 |

| 5 |

| 6 |

| 14 |

| 6 |

| 10 |

| 7 |

| Eerste klasse | Tweede klasse | Eerste klasse A | Eerste klasse B | Eerste klasse amateurs | Tweede klasse amateurs |

## In Europa
Standard Luik speelt sinds 1958 in diverse Europese competities. Hieronder staan de competities en in welke seizoenen de club deelnam (de voorrondes inbegrepen):
- Champions League (6x)

2006/07, 2008/09, 2009/10, 2011/12, 2014/15, 2018/19
- Europacup I (8x)

1958/59, 1961/62, 1963/64, 1969/70, 1970/71, 1971/72, 1982/83, 1983/84
- Europa League (9x)

2009/10, 2011/12, 2013/14, 2014/15, 2015/16, 2016/17, 2018/19, 2019/20, 2020/21
- Europacup II (6x)

1965/66, 1966/67, 1967/68, 1972/73, 1981/82, 1993/94
- UEFA Cup (14x)

1973/74, 1977/78, 1978/79, 1979/80, 1980/81, 1984/85, 1986/87, 1992/93, 1995/96, 2001/02, 2004/05, 2006/07, 2007/08, 2008/09
- Intertoto Cup (3x)

1996, 1997, 2000
- Jaarbeursstedenbeker (1x)

1968/69
Bijzonderheden Europese competities:
| Bijzonderheid                 | Datum      | Tegenstander | Uitslag | Plaats | Naam           | Aantal |
| ----------------------------- | ---------- | ------------ | ------- | ------ | -------------- | ------ |
| Hoogste overwinning           | 01-10-1981 | Floriana FC  | 9-0     | Luik   |                |        |
| Hoogste nederlaag             | 03-11-1993 | Arsenal FC   | 0-7     | Luik   |                |        |
| Speler met meeste wedstrijden | 19-12-1973 |              |         |        | Léon Semmeling | 47     |
| Speler met meeste doelpunten  | 28-02-1968 |              |         |        | Roger Claessen | 22     |

UEFA Club Ranking: 74 (27-11-2019)

## Selectie 2025-2026
| Nr.           | Naam                | Nationaliteit    | Geb.datum  | Vorige club               |
| ------------- | ------------------- | ---------------- | ---------- | ------------------------- |
| Keepers       |                     |                  |            |                           |
| 1             | Matthieu Epolo      | België           | 15-01-2005 | Eigen jeugd               |
| 21            | Lucas Pirard        | België           | 10-03-1995 | KV Kortrijk               |
| 45            | Matteo Godfroid     | België           | 25-02-2004 | Eigen jeugd               |
| 99            | Tom Poitoux         | België           | 04-06-2005 | Eigen jeugd               |
| Verdedigers   |                     |                  |            |                           |
| 3             | Nathan Ngoy         | België           | 10-06-2003 | Eigen jeugd               |
| 4             | Boško Šutalo        | Kroatië          | 01-01-2000 | Dinamo Zagreb             |
| 5             | Boli Bolingoli      | België           | 01-07-1995 | KV Mechelen               |
| 13            | Marlon Fossey       | Verenigde Staten | 09-09-1998 | Fulham FC                 |
| 24            | Josué Homawoo       | Togo             | 12-11-1997 | Dinamo Boekarest          |
| 25            | Ibe Hautekiet       | België           | 13-04-2002 | Club Brugge               |
| 29            | Daan Dierckx        | België           | 24-02-2003 | Parma FC                  |
| 44            | David Bates         | Schotland        | 05-10-1996 | KV Mechelen               |
| 54            | Alexandro Calut     | België           | 22-04-2003 | Eigen jeugd               |
| 88            | Henry Lawrence      | Engeland         | 21-09-2001 | Chelsea FC                |
| Middenvelders |                     |                  |            |                           |
| 6             | Hakim Sahabo        | Rwanda           | 16-06-2005 | Eigen jeugd               |
| 7             | Tobias Mohr         | Duitsland        | 24-08-1995 | FC Schalke 04             |
| 8             | Nayel Mehssatou     | Chili            | 08-08-2002 | KV Kortrijk               |
| 11            | Adnane Abid         | België           | 23-08-2003 | Patro Eisden Maasmechelen |
| 14            | Léandre Kuavita     | België           | 31-05-2004 | Eigen jeugd               |
| 20            | Ibrahim Karamoko    | Frankrijk        | 23-07-2001 | FC Versailles             |
| 23            | Marco Ilaimaharitra | Madagaskar       | 26-07-1995 | KV Kortrijk               |
| 94            | Casper Nielsen      | Denemarken       | 29-04-1994 | Club Brugge               |
| Aanvallers    |                     |                  |            |                           |
| 9             | Thomas Henry        | Frankrijk        | 20-09-1994 | Hellas Verona             |
| 10            | Dennis Eckert       | Duitsland        | 09-01-1997 | Union Sint-Gillis         |
| 17            | Rafiki Saïd         | Comoren          | 15-03-2000 | Troyes AC                 |

### Technische staf
| Functie           | Naam                 | Nationaliteit | Opmerking |
| ----------------- | -------------------- | ------------- | --------- |
| Hoofdtrainer      | Mircea Rednic        | Roemenië      |           |
| Assistent-trainer | José Jeunechamps     | België        |           |
| Assistent-trainer | Gunter Vandebroeck   | België        |           |
| Keeperstrainer    | Jean-François Gillet | België        |           |
| Physical trainer  | Yves Depluvrez       | België        |           |
| Video-analist     | Xavier Lambert       | België        |           |

## Bekende oud-spelers
Belgen
- Michy Batshuayi ()
- Roberto Bisconti
- Renaud Emond
- Gilbert Bodart
- Danny Boffin
- Ferdinand Boogaerts
- Nico Claesen
- Roger Claessen
- Alexandre Czerniatynski
- Jos Daerden
- Guy Dardenne
- Igor de Camargo ()
- Edmilson Junior Paulo da Silva ()
- Stéphane Demol
- Nico Dewalque
- Léon Dolmans
- Frédéric Dupré
- Didier Ernst
- Marouane Fellaini ()
- Régis Genaux
- Karel Geraerts
- Eric Gerets
- Joseph Givard
- Michaël Goossens
- Jean Jadot
- Léon Jeck
- Philippe Léonard
- Peter Maes
- Fernand Massay
- Walter Meeuws
- Émile Mpenza ()
- Mbo Mpenza ()
- Jacky Munaron
- Jean Nicolay
- Christian Piot
- Gerard Plessers
- Theo Poel
- Michel Preud'homme
- Michel Renquin
- Cédric Roussel
- Gunther Schepens
- Léon Semmeling
- Mohammed Tchité (  )
- Henri Thellin
- Bernd Thijs
- Jean Thissen
- Guy Thys
- Daniel Van Buyten
- Guy Vandersmissen
- Wilfried Van Moer
- Patrick Vervoort
- Eddy Voordeckers
- Johan Walem
- Marc Wilmots
- Michel Wintacq
- Axel Witsel

 Brazilianen
- Marcos Camozzato ()
- André Cruz
- Dante
- Gabriel Boschilia

 Duitsers
- Horst Hrubesch
- Erwin Kostedde

 Fransen
- Eliaquim Mangala
- William Vainqueur

 Kroaten
- Ivica Mornar
- Robert Prosinečki
- Milan Rapaić
- Vedran Runje
- Robert Spehar
- Ivan Santini

 Luxemburgers
- Guy Hellers
- Paul Philipp
- Jeff Saibene

 Nederlanders
- Arie Haan
- Frans van Rooij
- Simon Tahamata
- Henk Vos
- Noah Ohio

 Nigerianen
- Joseph Enakarhire
- Imoh Ezekiel

 Portugezen
- Sergio Conceiçao
- Jorge Costa
- Antonio Folha
- Almani Moreira
- Ricardo Sa Pinto

 Roemenen
- Liviu Ciobotariu
- Răzvan Marin
- Mircea Rednic
- Tibor Selymes

 Serviërs
- Ivica Dragutinović
- Milan Jovanović

 Turken
- Sinan Bolat ()
- Önder Turacı

 Zweden
- Ralf Edström
- Fredrik Söderström
- Benny Wendt

Overige
- Ole Martin Årst
- Sambegou Bangoura
- René Botteron
- () Mehdi Carcela-Gonzalez
- Fabián Carini
- Gohi Bi Cyriac
- Dieumerci Mbokani
- Christian Luyindama
- Oguchi Onyewu
- Konstantinos Laifis
- Alfred Riedl
- Ásgeir Sigurvinsson
- Mike Small
- Aurelio Vidmar
- Victor Valdes
- Guillermo Ochoa

### Transfers

#### Top 10 inkomende transfers
Hoogste bedragen die Standard Luik ooit betaald heeft voor een speler.
|    | Naam speler      | Naar club               | Prijs (milj. EUR) | Jaar |
| -- | ---------------- | ----------------------- | ----------------- | ---- |
| 1  | Zinho Vanheusden | Internazionale          | 11,74             | 2019 |
| 2  | Fabián Carini    | Juventus FC             | 5,0               | 2002 |
| 3  | Răzvan Marin     | Viitorul Constanța      | 4,8               | 2016 |
| 4  | Meme Tchite      | Racing Santander        | 4,0               | 2010 |
| 4  | Victor Ramos     | EC Vitória              | 4,0               | 2009 |
| 5  | Felipe Avenatti  | Bologna FC 1909         | 3,75              | 2019 |
| 6  | Jelle Van Damme  | Wolverhampton Wanderers | 3,5               | 2010 |
| 6  | Moussa Djenepo   | Southampton FC          | 3,5               | 2023 |
| 7  | Obbi Oulare      | Watford FC              | 3,4               | 2019 |
| 8  | Nicolas Gavory   | FC Utrecht              | 3,1               | 2019 |
| 8  | Duje Čop         | Cagliari Calcio         | 3,1               | 2017 |
| 9  | Samuel Bastien   | Chievo Verona           | 3,0               | 2018 |
| 9  | Alexander Scholz | Sporting Lokeren        | 3,0               | 2015 |
| 9  | Franck Berrier   | Zulte Waregem           | 3,0               | 2010 |
| 9  | Vedran Runje     | Olympique Marseille     | 3,0               | 2004 |
| 10 | Jackson Muleka   | TP Mazembe              | 2,84              | 2020 |

- Bron: transfermarkt.be

#### Top 10 uitgaande transfers
Hoogste bedragen die Standard Luik ooit gekregen heeft voor een speler.
|    | Naam speler       | Naar club           | Prijs (milj. EUR) | Jaar |
| -- | ----------------- | ------------------- | ----------------- | ---- |
| 1  | Marouane Fellaini | Everton FC          | 21,76             | 2008 |
| 2  | Zinho Vanheusden  | Internazionale      | 16,0              | 2021 |
| 3  | Moussa Djenepo    | Southampton FC      | 15,7              | 2019 |
| 4  | Răzvan Marin      | Ajax Amsterdam      | 12,5              | 2019 |
| 5  | Daniel Van Buyten | Olympique Marseille | 11,5              | 2001 |
| 6  | Axel Witsel       | SL Benfica          | 9,0               | 2011 |
| 7  | Émile Mpenza      | Schalke 04          | 8,5               | 1999 |
| 8  | Imoh Ezekiel      | Al-Arabi            | 8,0               | 2014 |
| 9  | Dieumerci Mbokani | AS Monaco           | 7,0               | 2010 |
| 10 | Eliaquim Mangala  | FC Porto            | 6,75              | 2011 |

- Bron: transfermarkt.be

## Trainers
- 2008-2009: László Bölöni
- 2009-2010: László Bölöni, Dominique D'Onofrio
- 2010-2011: Dominique D'Onofrio
- 2011-2012: José Riga
- 2012-2013: Ron Jans, Peter Balette, Mircea Rednic
- 2013-2014: Guy Luzon
- 2014-2015: Guy Luzon, Ivan Vukomanovic, José Riga
- 2015-2016: Slavoljub Muslin, Eric Deflandre, Yannick Ferrera
- 2016-2017: Yannick Ferrera, Aleksandar Janković, José Jeunechamps
- 2017-2018: Ricardo Sá Pinto
- 2018-2020: Michel Preud'homme
- 2020-2021: Philippe Montanier, Mbaye Leye
- 2021-2022: Mbaye Leye, Luka Elsner
- 2022-2023: Ronny Deila
- 2023-2024: Carl Hoefkens, Ivan Leko
- 2025-Heden: Mircea Rednic

## Voorzitters
- 1898-1902: Joseph Débatty
- 1902-1903: Gaston Jacquet
- 1903-1907: Joseph Nollet
- 1906-1909: Léon Herzet
- 1909-1931: Maurice Dufrasne
- 1931–1935: Joseph Fernand Herzet
- 1935–1938: Hubert Delacolette
- 1938–1952: Léon Rassart
- 1952–1977: Paul Henrard
- 1977–1986: Charles Huriaux
- 1986–1988: Charles Heusghem
- 1988–1998: Jean Wauters
- 1998–2000: André Duchene
- 2000–2011: Reto Stiffler
- 2011–2015: Roland Duchâtelet
- 2015–2022: Bruno Venanzi

## Kapiteins
Hieronder een lijst met aanvoerders sinds 1939.
- Roger Petit : 1939-1943
- Fernand Massay : 1943-1953
- Fernand Blaise : 1953-1954
- Jean Mathonet : 1954-1959
- Henri Thellin : 1959-1963
- Marcel Paeschen : 1963-1964
- Jean Nicolay : 1964-1965
- Lucien Spronck : 1965-1966
- Léon Semmeling : 1966-1972
- Jean Thissen : 1972-1974
- Wilfried Van Moer : 1974-1976
- Eric Gerets : 1980-1983
- Guy Vandersmissen : 1988-89
- Gilbert Bodart : 1992-1996
- Guy Hellers : 1996-1999
- Didier Ernst : 1999-2002
- Ivica Dragutinović : 2002-2004
- Eric Deflandre : 2004-2005
- Sérgio Conceição : 2005-2007
- Steven Defour : 2007-2011
- Jelle Van Damme : 2011-2015
- Adrien Trebel : 2015-2017
- Alexander Scholz : 2017
- Sébastien Pocognoli : 2018-2019
- Paul-José Mpoku : 2019-2020
- Zinho Vanheusden 2020-2021
- Arnaud Bodart 2021-2022
- Noë Dussenne 2022-2023
- Zinho Vanheusden 2023-2024
- Aiden O'Neill 2024-2025

## Sponsors
Pas vanaf 1972 verscheen er reclame op de shirts. De sponsor was toen Texaco, een Amerikaanse oliemaatschappij. Een jaar later werd de verzekeringsmaatschappij Orbis hoofdsponsor, maar ook dat duurde slechts één seizoen. Nadien kwamen respectievelijk Nova en Bricout Pétrole, een onderneming van de Belgische industrieel André Bricout, op de truitjes.
De bekendste sponsor is Maes Pils. Het biermerk sierde de shirts tijdens de succesvolle jaren 70 en 80. In 1983 kwam er een einde aan de samenwerking met Seppe Maes, Banque Nagelmackers werd toen één jaar hoofdsponsor.
Van 1985 tot 1997 was Opel sponsor van de Rouches. Het Duits automerk prijkte 12 jaar lang op de truitjes van Standard. Vervolgens gingen Standard en Cirio samenwerken. Cirio was een bedrijf gespecialiseerd in tomatenpuree. In 2001 nam Randstand de sponsoring over.
In de jaren daarna volgden de sponsors ALE-Télédis, een kabelmaatschappij die in 2006 fusioneerde en haar naam veranderde in VOO. Daarna werd de Nationale Loterij hoofdsponsor.
| Periode    | Kledingsponsor | Shirtsponsor             |
| ---------- | -------------- | ------------------------ |
| 1972-1973  | Le Coq Sportif | Texaco                   |
| 1973-1974  | Le Coq Sportif | Orbis Assurances         |
| 1974-1975  | Le Coq Sportif | Nova Electro-Ménagers    |
| 1976-1983  | Le Coq Sportif | Maes-Pils                |
| 1983-1985  | Le Coq Sportif | Banque Nagelmackers 1747 |
| 1985-1987  | Le Coq Sportif | Opel                     |
| 1987-1997  | Adidas         | Opel                     |
| 1997-2001  | Adidas         | Cirio                    |
| 2001-2002  | Adidas         | Randstad                 |
| 2002-2003  | Adidas         | ALE-Télédis              |
| 2003-2006  | Umbro          | ALE-Télédis              |
| 2006-2008  | Umbro          | VOO                      |
| 2008-2010  | Diadora        | BASE                     |
| 2010-2011  | Planète Rouge  | e-lotto                  |
| 2011-2012  | Joma           | e-lotto                  |
| 2012-2015  | Joma           | BASE                     |
| 2015-2017  | Kappa          | BASE                     |
| 2017-2018  | New Balance    | BASE                     |
| 2018-2021  | New Balance    | VOO                      |
| 2021-2025  | Adidas         | VOO                      |
| 2025-heden | Macron         | VOO                      |

## Supporters
Standard heeft een van de trouwste supportersschares in België; er wordt dan ook gesproken over "De hel van Sclessin". Er zijn verschillende supportersgroepen: op tribune 3 is de grootste supportersgroep te vinden, namelijk de Ultras Inferno 1996. "Ultras" is een begrip in de supporterswereld, "Inferno" staat voor de slechte staat van de tribune 3 toen de groep werd opgericht in 1996. Naast de Ultras Inferno staat de harde kern Hell Side 1981. Op tribune 2 staat de oudste supportersgroep, Kop Rouches. Deze zag het eerste levenslicht in 1968 en staat bekend om zijn choreo's (papiertifo's). Op tribune 4 staat de jongste sfeergroep, Publik Hysterik '04. Deze werd opgericht toen het bezoekersvak werd verkleind. Er kwam toen veel plaats vrij op tribune 4 en enkele jongeren sloegen de handen in elkaar. In 2009 werd voor het 5-jarige bestaan de naam veranderd in Publik Hysterik Kaos.